# Життя з Луї
 «Життя з Луї» (англ. Life with Louie) — американський мультиплікаційний серіал, заснований на дитинстві коміка Луї Андерсона і його життя з сім'єю у Вісконсині.

## Персонажі
- Луї Андерсон — головний герой мультсеріалу. Живе в штаті Вісконсін в місті Сідер-Нолл. Луї 8 років, проживає в приватному будинку зі своїми батьками, а також братами і сестрами. Протягом усього серіалу Луї закоханий в Джинні, подругу і однокласницю. Виховував собаку — поводиря для сліпих. До собаки поводиря купив рибку і дав їй ім'я Перець. Навчається в початковій школі. До нього пристає місцевий задирака Глен Гленн. Вболіває за футбольну команду Пекерс. Дивиться на життя дорослими очима, дуже вразливий і чутливий. Любить читати комікси і дивитися серіал про пса правосуддя «Нічного Шукача».

### Родина Луї Андерсона
- Енді Андерсон — батько Луї. Гумористично грубий, у нього 6 синів і 5 дочок. Має прихильність до своєї машини марки Ремблер. Трудоголік, не хоче визнавати своїх помилок. Не може стримати своїх емоцій, в цьому його рятує дружина — Ора Андерсон. Ветеран Другої світової війни, тому має військові витрати. Особисто знайомий з Дуайтом Ейзенхауером і Вінсом Ломбарді. Не любить Генріету Шерманн — тещу (бабусю Луї), а також сусіда Йенсена. Працює на тракторному заводі Джона Доу. Друге ім'я Мортімер, яке батько Луї тримає в секреті. У Енді є брат Ерік. Улюблені фрази: «Я все чув!», "Коли я був на війні … "
- Ора Андерсон (Шерманн) — Мати Луї. Відмінний кухар. Завжди допоможе порадою у важкій ситуації. Стримує емоції Енді. Доброзичлива, мила. На подив добре грає в бейсбол: викликано це тим, що родом вона з Східної Європи і «в дитинстві з братами грала в гилку». Народила 6 синів і 5 дочок. У неї є брат Сем.
- Томмі Андерсон — молодший брат Луї, йому 5 років. Луї іноді жартує і лякає малюка, але все одно любить його.
- Генрієтта Шерманн — бабуся Луї. Мати Ори Андерсон. Любить зайвий раз трохи пожартувати над Енді Андерсоном. Також гаряче любить своїх онуків Луї і Томмі. Добре катається на ковзанах.
- Сід, Джон, Денні і Пітер Андерсони — старші брати Луї.
- Лора, Керол, Чарлі, Джулі Андерсони — старші сестри Луї.
- Хельга Андерсон — мати Енді Андерсона. Готує жахливі кекси. Займається важкою атлетикою, але в основному прикидається слабкою старенькою. Обожнює свого сина Еріка і постійно нагадує своєму синові Енді про зламане крісло-гойдалку.
- Ерік Андерсон — дядько Луї і рідний брат Енді. Забезпечений і щасливий, має дружину і двох дітей. З'явився в серіях «Сімейне фото» і «Проект: День матері».
- Сем Шерманн — брат Ори Андерсон. Сім'ї немає, в армії не служив. Дуже багатий, за що його і не любить Енді. З'явився в серії «Четвертий четвер листопада». Прилетів на День Подяки на власному літаку.

### Друзі та однокласники Луї
- Джинні Харпер — однокласниця і подруга Луї, в яку він закоханий, хоча соромиться цього. Часто захищає Луї від нападок Глен Гленна.
- Майкл Грюнвальд — однокласник і найкращий друг Луї. Часто жартує над Луї.
- Карапет Лазані (в оригіналі — Тоддлер Тоболінскі) — ще один друг і однокласник Луї. Часто з'являється з Джинні і Грюнвальдом.
- Глен Гленн — задирака і головний хуліган Сідер-Нолла. Особливо важко доводиться від нього Луї, з яким він ворогує.
- Крейг Ерік і Пол Джордж — хулігани і друзі Глен Гленна. Крейг — невисокий і щільний, носить незвичайну зачіску, Пол — більш високий, худий і веснянкуватий.
- Шон - новенький у класі Луї, що з'явився в серії «Опус містера Андерсона». Грає на саксофоні. Джинні закохалася в нього, що викликало ревнощі самого Луї.
- Мелвін (одного з них звуть Франклін) — нерозлучна трійця «ботаніків». Є об'єктами знущань хуліганів на чолі з Глен Гленном. Добре грають в шахи, і в серії «Гросмейстер в масці» до них примикає Луї, швидко всьому навчається і обіграє їх за секунди.
- Тіко (справжнє ім'я — Рассел) — однокласник і близький друг Луї, кращий спортсмен школи. У всьому підтримує Луї і не дає його в образу Глен Гленну. Довго приховував від друзів, що є сиротою і живе в притулку.

### Викладачі
- Містер Ламберт — класний керівник Луї Андерсона і його друзів. Являє собою типаж педагога-зануди. Під час війни викладав гігієну.
- Тренер Рокуелл — вчитель фізкультури в школі, де вчиться Луї. Постійно отримує каліцтва, найчастіше з вини Луї. Улюблена фраза «Андерсон, три кола!».
- Міс Хеллоран — директор школи, де вчиться Луї. Строга і вимоглива.
- Містер Морріні — вчитель музики. Каже з акцентом. Вчив Луї грати на тубі в серії «Опус містера Андерсона».
- Міс Робертсон — молода вчителька, що заміняла хворого містера Ламберта. З'явилася в серії «Практикантка». Весь клас (в тому числі і Луї) відразу ж полюбив її. Завдяки практикантці Луї перейнявся любов'ю до поезії Шекспіра.

### Сусіди Андерсонів
- Місіс Стілмен — сусідка сім'ї Андерсон по вулиці, вдова. Доброзичлива і мила старенька. Відвідує синагогу.
- Ерл Грюнвальд — кращий друг і товариш по службі Енді, батько Майкла. Кітті — його дружина і подруга Ори.
- Нортон Йенсен — батько сімейства Йенсенів, нових сусідів Андерсонів. Родом з Індії. Стриманий і тактовний. Працює патологоанатомом. Не сходиться в деяких поглядах з Енді Андерсоном, через що іноді між ними виникає сварка, проте, на відміну від Енді, успішний і іноді виграє в міських конкурсах. У нього є дружина і син Скотт, який вчиться з Луї в одному класі.
- Гас Вільямс — колега Енді по службі. Афроамериканець.
- Джен Гленн — зла мати Глен Гленна. Має моторошний голос.
- Бен Гленн — чоловік Джен і батько Глена. Був головним суперником Енді в серії «Коли Сідер-Нолл замерзає».

### Інші персонажі
- Келлі Бассет — дивна дівчинка, з якою Луї бачився під час відпочинку на озері Віннібогошіш. Закохана в Луї. Вона носить окуляри і брекети, збирає пуголовків і равликів, а також її батько — кращий рибалка.
- Трійнята Ланза — брати-спортсмени, що з'явилися в серії «Озеро Віннібогошиш». Нахабні і впевнені в собі. Прийняли Луї до себе в компанію, але ненадовго.
- Доктор Везерфілд — доктор в міській лікарні, що з'явився в серії «Хвороби, злаки і уколи від алергії». Схиблений на всіх видах спорту, навіть кабінет у нього завалений спортивним начинням.
- Лана Харпер — старша сестра Джинні, що з'явилася в серії «Коли Сідар-Нолл замерзає». Відмінно катається на ковзанах, через що Луї закохався в неї і захотів з нею кататися на вечірніх танцях — це помітила Джіні і образилася на Луї. Лана називає Луї «Ленні».
- Марвін — кузен Грюнвальда. Працює в магазині гольф-клубу. Взяв Луї і друзів на роботу кедді (Грюнвальд хитрістю змусив його зробити це).
- Жожо Стамапулус — кращий в місті гравець в гольф, що з'явився в серії «Гроші палять кишеню». Має поганий характер. За словами Грюнвальда, він закопав свого кедді на 14-й лунці, коли промахнувся. За іронією долі Луї потрапляє саме до нього в якості кедді.
- Руді — вожатий в літньому таборі Чакамі в серії «Літо моїх розчарувань». Називає Луї «Лонні» і не сприймає його всерйоз.
- Піт Лоуман — бездомний, що мешкає за супермаркетом. З'явився в серії «Заради дядька». Колись працював з Енді на одному заводі.
- Марті Казу — відомий комік, шкільна любов Ори Андерсон, але остання на нього ображена через невдалий жарт на публіці. У серії «В сім'ї не без коміка» приїхав в Сідер-Нолл на час гастролей і познайомився з Луї, після чого той зрозумів, ким він хоче стати.

## Список серій
Мультсеріал «Життя з Луї» тривав 3 сезони, кожен з яких включав по 13 серій (в 1 сезоні 12 і 1 спецвипуск, який не увійшов ні в один сезон), всього 39 серій. Всі сезони були випущені в 1995 — 1998 роках . Дія серіалу відбувається в 1961 — 1962 роках .

## Нагороди
Серіал двічі отримував Денну премію «Еммі», а також тричі був нагороджений гуманітарною премією (англ. Humanitas Prize).